# Medvežij (vulcano)
Il Medvežij (in russo Медвежий?; in giapponese 茂世路岳?, Moyoro-dake) è un vulcano somma spento situato sull'isola di Iturup, nelle isole Curili meridionali (Russia). Appartiene al distretto Kuril'skij dell'oblast' di Sachalin.
Il vulcano si trova all'interno della caldera Medvež'ja nella parte settentrionale dell'isola. Ha un'altezza di 1124 metri. Il diametro della base del cono del vulcano spento è di 8 km. Il bordo del suo cratere è distrutto, in alto c'è una piattaforma del diametro di circa 750 metri e sono presenti due crateri: quello meridionale (del diametro di 200 m) e quello occidentale (di 100 m). All'interno della caldera si trovano anche i coni dei vulcani attivi Men'šoj Brat (563 m) e Kudrjavyj (991 m) che si fondono alla base. La caldera risale al Pleistocene.